# Phytomia zonata
Phytomia zonata là một loài ruồi trong họ Ruồi giả ong (Syrphidae). Loài này được Fabricius mô tả khoa học đầu tiên năm 1787. Phytomia zonata phân bố ở miền Đông phương